# Golfo Almirante Montt

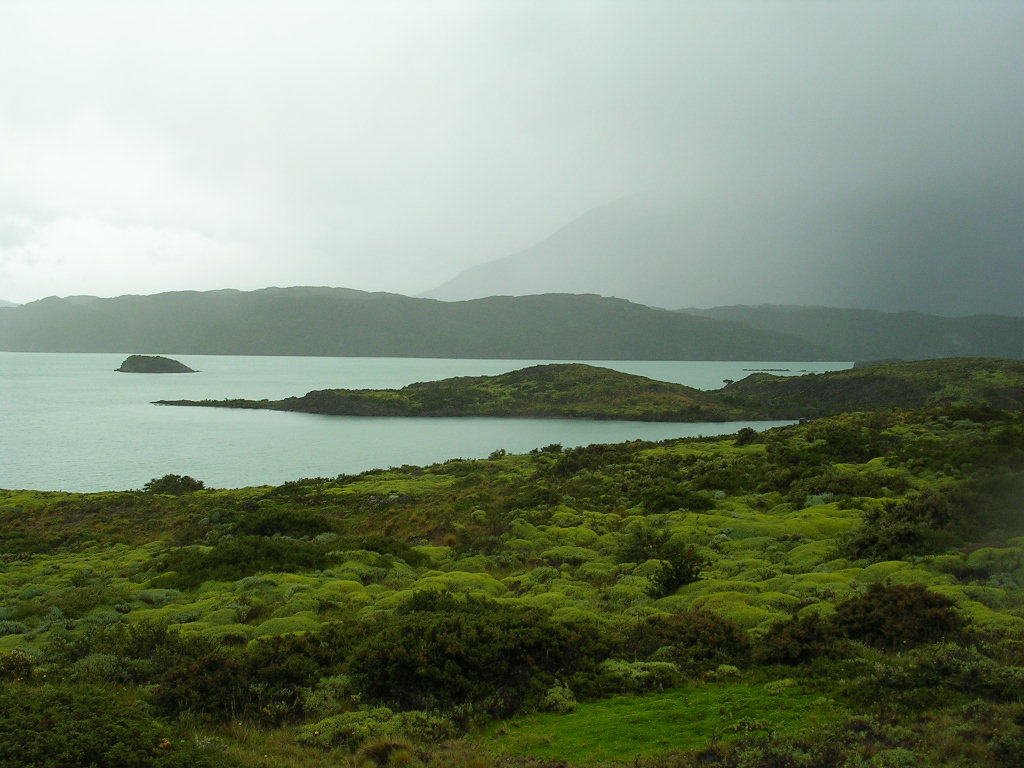
Vista del golfo Almirante Montt

El Golfo Almirante Montt  es uno de los canales colaterales principales de la Patagonia chilena. Es la continuación del canal Valdés y es el término del acceso marítimo a Puerto Natales, ciudad capital de la provincia de Última Esperanza.
Administrativamente depende de la XII Región de Magallanes y la Antártica Chilena.
Su nombre es en homenaje al vicealmirante chileno don Jorge Montt Álvarez, elegido Presidente de la República por el período 1891-1896. Fue director general de la Armada desde 1898 hasta 1913.

## Inicio y término
Se extiende de W a E por aproximadamente 15 millas marinas, siendo su menor ancho en sentido N – S de 4 millas. En él convergen cuatro grandes esteros: por el noreste el estero Última Esperanza, al sur el estero Obstrucción, al suroeste el estero Poca Esperanza comunicado con el golfo por intermedio del canal Valdés y al noroeste el estero Worsley. En su extremo noreste está ubicada la ciudad de Puerto Natales.

## Orografía
El golfo está limitado por la península Antonio Varas por el norte, al este y sur por el continente y al oeste por la isla Diego Portales. La isla Diego Portales es muy hermosa debido a su relieve con altos cerros, sobre los 1.200 metros de altura con sus picos nevados. 
En la costa oeste del golfo están las entradas a los canales White y Valdés, por los cuales se efectúa el tráfico marítimo con Punta Arenas y con el resto del país.
En el centro y los contornos del golfo se encuentran varias islas e islotes y surgideros para naves pequeñas.

## Corrientes de marea
Las corrientes de marea no son de gran intensidad, por lo que no representan cuidados para la navegación.

## Señalización marítima
La navegación del golfo Almirante Montt no presenta dificulta. En el golfo existen varios faros, balizas y boyas como ayudas a la navegación.